# Collegio plurinominale Emilia-Romagna - 03 (2017)
Il collegio elettorale plurinominale Emilia-Romagna - 03 è stato un collegio elettorale plurinominale della Repubblica Italiana per l'elezione della Camera tra il 2017 ed il 2022.

## Territorio
Come previsto dalla legge elettorale italiana del 2017, il collegio era stato definito tramite decreto legislativo all'interno della circoscrizione Emilia-Romagna.
Il collegio comprendeva la zona definita dai quattro collegi uninominali Emilia-Romagna - 01 (Imola), Emilia-Romagna - 05 (San Giovanni in Persiceto), Emilia-Romagna - 06 (Bologna) e Emilia-Romagna - 07 (Bologna).

## Dati elettorali

### XVIII legislatura
Come previsto dalla legge elettorale, 386 deputati erano eletti in 63 collegi plurinominali con ripartizione proporzionale a livello nazionale tra le coalizioni e le singole liste che avessero superato la soglia di sbarramento stabilita.
Nel collegio venivano eletti 10 deputati.
| Liste          | Liste                                       | Proporzionale | Proporzionale | Proporzionale | Maggioritario | Maggioritario | Maggioritario |  |
| Liste          | Liste                                       | Voti          | %             | Seggi         | Voti          | %             | Seggi         |  |
| -------------- | ------------------------------------------- | ------------- | ------------- | ------------- | ------------- | ------------- | ------------- |  |
|                | Partito Democratico                         | 168 127       | 28,89         | 2             | 201 148       | 34,56         | 4             |  |
|                | +Europa                                     | 23 873        | 4,10          | –             | 201 148       | 34,56         | 4             |  |
|                | Italia Europa Insieme                       | 5 807         | 1,00          | –             | 201 148       | 34,56         | 4             |  |
|                | Civica Popolare                             | 3 341         | 0,57          | –             | 201 148       | 34,56         | 4             |  |
|                | Lega                                        | 91 404        | 15,71         | 1             | 165 449       | 28,43         | –             |  |
|                | Forza Italia                                | 53 056        | 9,12          | –             | 165 449       | 28,43         | –             |  |
|                | Fratelli d'Italia                           | 18 402        | 3,16          | –             | 165 449       | 28,43         | –             |  |
|                | Noi con l'Italia – UDC                      | 2 587         | 0,44          | –             | 165 449       | 28,43         | –             |  |
|                | Movimento 5 Stelle                          | 152 656       | 26,23         | 2             | 152 656       | 26,23         | –             |  |
|                | Liberi e Uguali                             | 37 049        | 6,37          | 1             | 37 049        | 6,37          | –             |  |
|                | Potere al Popolo!                           | 9 925         | 1,71          | –             | 9 925         | 1,71          | –             |  |
|                | Partito Comunista                           | 4 719         | 0,81          | –             | 4 719         | 0,81          | –             |  |
|                | Il Popolo della Famiglia                    | 3 463         | 0,60          | –             | 3 463         | 0,60          | –             |  |
|                | CasaPound                                   | 3 276         | 0,56          | –             | 3 276         | 0,56          | –             |  |
|                | Italia agli Italiani (FN - MSFT)            | 2 339         | 0,40          | –             | 2 339         | 0,40          | –             |  |
|                | Per una Sinistra Rivoluzionaria (PCL - SCR) | 1 150         | 0,20          | –             | 1 150         | 0,20          | –             |  |
|                | Partito Repubblicano Italiano – ALA         | 780           | 0,13          | –             | 780           | 0,13          | –             |  |
| Totale         | Totale                                      | 581 954       | 100           | 6             | 581 954       | 100           | 4             |  |
|                |                                             |               |               |               |               |               |               |  |
| Schede bianche | Schede bianche                              | 5 390         | 0,90          |               |               |               |               |  |
| Schede nulle   | Schede nulle                                | 10 543        | 1,76          |               |               |               |               |  |
| Votanti        | Votanti                                     | 597 887       | 78,22         |               |               |               |               |  |
| Elettori       | Elettori                                    | 764 395       |               |               |               |               |               |  |

## Eletti

### Eletti nei collegi uninominali
Eletti nella coalizione di centro-destra (Lega - FI - FdI - NcI-UdC)
     Eletti nella coalizione di centro-sinistra (PD - +EUR - Insieme - CP)
| Collegio uninominale            | Eletto | Eletto             | Partito |
| ------------------------------- | ------ | ------------------ | ------- |
| 1. Imola                        |        | Serse Soverini     | AC      |
| 5. San Giovanni in Persiceto    |        | Francesco Critelli | PD      |
| 6 - Bologna-Mazzini             |        | Andrea De Maria    | PD      |
| 7 - Bologna-Casalecchio di Reno |        | Gianluca Benamati  | PD      |

1. ↑  Aderisce al gruppo misto, componente «Civica Popolare-AP-PSI-Area Civica»; in data 23.09.2019 aderisce al gruppo Partito Democratico.

### Eletti nella quota proporzionale
| Movimento 5 Stelle                    | Partito Democratico            | Lega           | Liberi e Uguali    |
| ------------------------------------- | ------------------------------ | -------------- | ------------------ |
|                                       |                                |                |                    |
| Matteo Dall'Osso Alessandra Carbonaro | Carla Cantone Luca Rizzo Nervo | Gianni Tonelli | Pier Luigi Bersani |

1. ↑  In data 07.12.2018 aderisce al gruppo Forza Italia - Berlusconi Presidente; in data 27.05.2021 a Coraggio Italia; in data 29.01.2022 torna in Forza Italia - Berlusconi Presidente.
2. ↑  In data 28.07.2022 aderisce al gruppo misto, non iscritti.